# سامسونج جلاكسي جي 4
سامسونج جالكسي جي 4 بالانجليزي Samsung Galaxy J4، هو جوال ذكي يعمل بنظام أندرويد ويعتبر من اجهزة الجوال متوسطة العمر التي تنتجها إلكترونيات سامسونج.2018 وقد عرض في مايو 2018 شركة سامسونج كوريا الجنوبية

## مواصفات الجهاز
| مواصفات الموبايل                               | مواصفات الموبايل                                                                                            |
| الشبكة                                         | الشبكة |
| ---------------------------------------------- | --- |
| الجيل الثانى                                   | GSM 850 / 900 / 1800 / 1900 - الشريحة الاولي والثانية                                                       |
| الجيل الثالث                                   | HSDPA 850 / 900 / 1900 / 2100                                                                               |
| الجيل الرابع                                   | LTE band 1(2100), 3(1800), 5(850), 7(2600), 8(900), 20(800), 38(2600), 40(2300)                             |
| شريحة الاتصال                                  | شريحتين Micro-SIM ( الاثنين في وضع الاستعداد )                                                              |
| تاريخ الصنع                                    | |
| أعلن                                           | مايو 2018                                                                                                   |
| تاريخ نزوله الاسواق                            | مايو 2018                                                                                                   |
| الأبعاد                                        | |
| الوزن                                          | 175 جرام |
| ابعاد الموبايل                                 | 151.7 × 77.2 × 8.1 ملم                                                                                      |
| اضافات                                         | الجهاز مصنوع من البلاستيك                                                                                   |
| الشاشة                                         | |
| النوع                                          | تعدد الأكوان شاشة المصفوفة العضوية النشطة ذات الصمام الثنائي الباعث للضوء كابستيف تدعم اللمس ، 16 مليون لون |
| الحجم                                          | 5.5 بوصة |
| كثافة                                          | 720 × 1280 بكسل، نسبة 16:9 ، 267 بكسل في البوصة                                                             |
|                                                | |
| اللمس المتعدد                                  | يدعم |
| الصوت                                          | |
| أنواع التنبية                                  | أهتزاز، نغمات MP3، WAV                                                                                      |
| مكبر الصوت                                     | يدعم |
| جاك 3.5 مم                                     | يدعم |
| الكاميرا                                       | |
| الكاميرا الأساسية (الخلفية)                    | 13ميجابكسل ( فتحة عدسة f/1.9 ، وبعد بؤري 28 ملم ) ، ضبط تلقائي للصورة، فلاش صمام ثنائي باعث للضوء           |
| الفديو                                         | بجودة 1080 بكسل في 30 لقطة في الثانية                                                                       |
| الكاميرا الثانوية (الأمامية)                   | 5 ميجابكسل، فتحة عدسة f/2.2 ، فلاش LED                                                                      |
| مميزات                                         | العنونة الجغرافية ، التركيز باللمس، كشف الوجة، البانوراما ، HDR                                             |
| نظام وإمكانيات الهاتف                          | |
| نظام التشغيل                                   | أندرويد إصدار 8.0 ( أوريو )                                                                                 |
| نوع المعالج                                    | إكسينوس 7570 Quad                                                                                           |
| سرعة المعالج                                   | رباعي النواة 1.4 GHz Cortex-A53                                                                             |
| معالج رسومي                                    | Mali-T720 MP2                                                                                               |
| أجهزة الاستشعار                                | التسارع ، التقارب                                                                                           |
| الذاكرة                                        | |
| الذاكرة الداخلية                               | 16 جيجابايت و 2 جيجابايت رام                                                                                |
| فتحة البطاقة (Card slot)                       | microSD تصل إلي 256 جيجابايت ( منفذ مخصص )                                                                  |
| البيانات                                       | |
| جى بى آر إس GPRS                               | يدعم |
| سرعة انترنت الجيل الثانى (إي دي جي إي EDGE)    | يدعم |
| السرعة                                         | HSPA, LTE Cat4 150/50 Mbps                                                                                  |
| الشبكات المحلية اللاسلكية (شبكة محلية لاسلكية) | Wi-Fi 802.11 b/g/n, واي-فاي Direct, هوت-سبوت                                                                |
| رسائل                                          | رسائل قصيرة ، رسائل وسائط متعددة، البريد الالكتروني ، التراسل الفوري، دفع البريد الإلكتروني                 |
| البلوتوث                                       | إصدار 4.2 مع دعم A2DP, LE                                                                                   |
| يو اس بي                                       | microيو إس بي 2.0                                                                                           |
| مواصفات آخرى                                   | |
| مشغل الفيديو                                   | مشغل MP4/H.264                                                                                              |
| الراديو                                        | راديو FM |
| الألوان المتاحة                                | أسود، ذهبي، رمادي                                                                                           |
| مشغل موسيقى                                    | مشغل MP3/WAV/eAAC+/FLAC                                                                                     |
| نظام التموضع العالمي                           | يدعم، مع دعم A-GPS, GLONASS, BDS                                                                            |
| تصفح الانترنت                                  | إتش تي إم إل 5                                                                                              |
| البطارية                                       | |
| النوع                                          | ليثيوم أيون 3000 مللي أمبير، قابلة للإزالة                                                                  |
| اضافات                                         | عارض مستندات، محرر صور وفيديو                                                                               |
| في حالة استخدامة في تشغيل الموسيقى             | تصل إلي 80 ساعة                                                                                             |
| في حالة استخدامة في المكالمات (وضع التحدث)     | تصل إلي 20 ساعة ( الجيل الثالث )                                                                            |